# Amastris

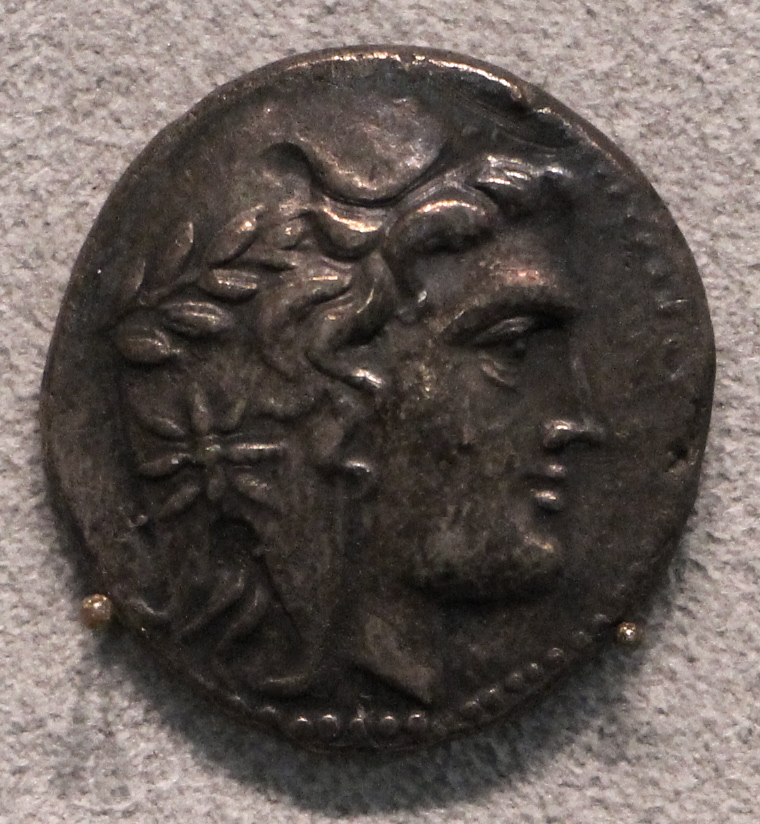
Amastris als Prägung auf einer 2-Drachmen-Münze

Amastris (*  340/339 v. Chr. † 284 v. Chr.) war als Tochter des Oxyathres, des Bruders des Dareios III., eine persische Adelige und wurde Herrscherin von Herakleia Pontike am Schwarzen Meer.

## Leben
Alexander der Große nahm nach seiner siegreichen Schlacht bei Issos (333 v. Chr.) die Familie des Dareios III., darunter auch Amastris, gefangen, die er bei der großen Hochzeitsfeier zu Susa 324 v. Chr. mit Krateros verheiratete. Nach dem Tod Alexanders suchten sich viele seiner Kampfgefährten neue Gattinnen, so auch Krateros, der aus Liebe Phila heiratete (322 v. Chr.) und Amastris an den Tyrannen von Herakleia Pontike, Dionysios, abtrat. Aus der Ehe des Dionysios und der Amastris gingen drei Kinder hervor: Klearchos, Oxathres und Amastris.
Nachdem Dionysios 305 v. Chr. verstorben war, übernahm Amastris als Königin die Vormundschaftsregierung für ihren ältesten Sohn Klearchos. Sie musste aber die Oberherrschaft des Antigonos anerkennen, die sie 302 v. Chr. abschütteln konnte, indem sie den Diadochen Lysimachos heiratete. Diese glückliche Ehe führte zur Geburt eines Sohnes Alexander, dauerte aber aus politischen Gründen nicht lange. Nach der Schlacht von Ipsos (301 v. Chr.) verließ Lysimachos sie, um Arsinoë II., die Tochter des Ptolemaios I., heiraten zu können. Durch die Zusammenlegung (Synoikismos) der vier Orte Sesamos, Kytoros, Kromna und Tios gründete die zum zweiten Mal verlassene persische Fürstin 300 v. Chr. die nach ihr benannte Stadt Amastris (heute Amasra) an der Küste Paphlagoniens. Dort dürfte sie gelebt haben und prägte Münzen mit der Inschrift „Königin Amastris“.
Als die Söhne der Amastris alt genug waren, übernahmen sie unter der Oberherrschaft ihrer Mutter die Regierung, aber bald gab es zwischen ihnen Missstimmung. Angeblich wurde Amastris 284 v. Chr. auf Anstiften ihrer Söhne ertränkt; diesen Verdacht benutzte jedenfalls Lysimachos, um Klearchos und Oxathres hinrichten zu lassen und ihr Reich als Provinz einzuziehen.